# Thomas Flemming
Thomas Flemming (n. 14 iulie 1967, Bad Schlema, Republica Democrată Germană, Germania) este un înotător ce a reprezentat Germania, medaliat olimpic. A participat la o ediție a Jocurilor Olimpice (1988) în care a câștigat o medalie de argint și o medalie de bronz.